# ماهی‌خورک گلوسفید
ماهی‌خورک گلوسفید (نام علمی: Halcyon smyrnensis) نام یک گونه از سرده ماهی‌خورک‌های آرامش است.